# Бартелеми, Жан-Жак
Жан-Жак Бартелеми́ (1716—1795) — французский археолог и лингвист, дешифровавший финикийский язык и установивший его родство с другими семитскими языками. Член французской Академии надписей и изящной словесности. Писатель, основоположник жанра «археологический роман». Дядя французского дипломата Франсуа Бартелеми (1747—1830).

## Биография
Сначала готовился к духовному званию, но вскоре изменил это намерение и посвятил себя изучению древностей. С 1744 г. служил при королевском кабинете медалей, в 1747 г. назначен членом академии надписей и в 1753 — директором названного кабинета.
Во время своего путешествия по Италии (1754—57) с археологической целью снискал особое расположение и покровительство графа Шуазель-Стенвиля, известного впоследствии министра, предоставившего ему средства всецело отдаться учёным исследованиям.

## Творчество
Самым замечательным из сочинений Ж.-Ж. Бартелеми является книга «Voyage du jeune Anacharsis en Grèce» (Париж, 1788 г.), переведённая почти на все европейские языки. Император Александр I отпустил 6 000 рублей московскому профессору П. И. Страхову на издание перевода этого сочинения в Москве.
Книга «Voyage du jeune Anacharsis …» представляет яркую и правдивую картину семейной и общественной жизни древних греков, написанную в форме лёгкого и общедоступного повествования. Она была опубликована всего за год до начала Французской революции и закономерно отразила настроение всех европейских вольнодумцев, их интерес к принципам гражданской свободы у древних. Исполненное пафосом беспримерного свободолюбия, это произведение быстро завоевало популярность и в России, где стало ориентиром для целого ряда видных авторов: Ф. Н. Глинки, А. С. Грибоедова, Н. М. Карамзина и А. С. Пушкина.
Хотя книга «Путешествие юного Анахарсиса…» и была написана с крайних идеалистических позиций, её значение для мировой культуры сложно переоценить. Впервые в литературной традиции Бартелеми использовал вещественные памятники для изучения не самих вещей и их истории, а для познания истории общества, эти вещи создавшего.
Другие сочинения Бартелеми:
- «Oeuvres diverses» (Париж, 1798);
- «Аmours de Polydore», роман, заимствованный из греческого быта (Париж, 1760; 1796);
- «Voyage en Italie» (Париж, 1801, русск. пер. М., 1803).

Первое полное собрание его произведений, с биографией, издано Вильневом (4 т., Париж, 1821).